# Исернхаген
Исернхаген (њем. Isernhagen) општина је у њемачкој савезној држави Доња Саксонија. Једно је од 21 општинског средишта округа Регион Хановер. Према процјени из 2010. у општини је живјело 22.846 становника. Посједује регионалну шифру (AGS) 3241008.

## Географски и демографски подаци
Исернхаген се налази у савезној држави Доња Саксонија у округу Регион Хановер. Општина се налази на надморској висини од 58 метара. Површина општине износи 59,8 km². У самом мјесту је, према процјени из 2010. године, живјело 22.846 становника. Просјечна густина становништва износи 382 становника/km².

## Међународна сарадња
| Мјесто    | Држава               | Врста сарадње | Од    |
| --------- | -------------------- | ------------- | ----- |
|           | Француска            | партнерство   | 1982. |
| Писхејвен | Уједињено Краљевство | партнерство   | 1983. |
| Извор     |                      |               |       |